# ناسون کوئویس
ناسون کوئویس (اسپانیایی: Nelson Cuevas‎؛ زادهٔ ۱۰ ژانویهٔ ۱۹۸۰) یک بازیکن فوتبال اهل پاراگوئه است.

## تیم ملی
وی همچنین در تیم ملی فوتبال پاراگوئه بازی کرده‌است.